# نووکیلمتوو
نووکیلمتوو (انگلیسی: Novokilmetovo) یک شهرک در شهرستان میشکینسکی استان باشقیرستان کشور روسیه است.